# K9copy
K9copy je software na DVD authoring pro operační systém GNU/Linux.
Je viděn jako hlavní ekvivalent programu na Windows jako: DVD Shrink, poskytuje zripování dvouvrstvého DVD na jednovrstvé DVD, převod mezi DVD-9 a DVD-5 a další. Pro tuto podobnost si vysloužil přezdívku „linuxový DVD Shrink“.
Program umožňuje si uložit na pevný disk takovéto upravené filmy v podobě ISO souborů, který lze dál vypálit na DVD nosič, třeba programem K3b.